# I Liceum Ogólnokształcące im. Króla Władysława Jagiełły w Dębicy
I Liceum Ogólnokształcące im. Króla Władysława Jagiełły w Dębicy – liceum ogólnokształcące w Dębicy.

## Historia
Początki dębickiej szkoły średniej sięgają czasów austriackich i wiążą się z osobą burmistrza Henryka Zauderera, w którego umyśle pod koniec XIX wieku narodził się pomysł założenia w Dębicy gimnazjum. Pomysł ten wziął się z faktu wzrostu liczby mieszkańców miasta oraz wzrostu liczby rodzin mających aspiracje do kształcenia swoich dzieci. Starania Zauderera zakończyły się sukcesem. Gimnazjum powołane zostało ostatecznie na mocy reskryptu Ministra Wyznań Religijnych i Oświaty i 31 sierpnia 1900 szkoła rozpoczęła działalność pod nazwą C.K. Państwowe Gimnazjum Cesarza Franciszka Józefa w Dębicy. W początkowych latach lekcje odbywały się wynajmowanych pomieszczeniach prywatnych; w czterech wynajmowanych pokojach, później zakupiono kamienicę, która była siedzibą Gimnazjum do 1907. W 1907 ukończono budowę budynku przy ulicy Juliusza Słowackiego, który dzięki środkom gminy został wzniesiony kosztem 250 000 koron według projektu Teodora Talowskiego. Gmach został poświęcony przy udziale najwyższych oficjeli 31 października 1907.
W pierwszym roku działalności w Gimnazjum kształciło się 83 uczniów, pod kierunkiem dwóch stałych nauczycieli. W latach 1901–1919 liczba uczniów wahała się od około 200. Zarządzeniem Ministra Wyznań Religijnych i Oświecenia Publicznego z 1937 zostało utworzone „Państwowe Liceum i Gimnazjum im. Króla Władysława Jagiełły w Dębicy” (państwowa szkoła średnią ogólnokształcąca, złożoną z czteroletniego gimnazjum i dwuletniego liceum), po wejściu w życie tzw. reformy jędrzejewiczowskiej szkoła miała charakter koedukacyjny, a wydział liceum ogólnokształcącego był prowadzony w typie humanistycznym. Pod koniec lat 30. szkoła funkcjonowała pod adresem ulicy Wolskiego 1.
W czasie I wojny światowej liczba uczniów przekraczała ponad 400. W wyniku działań wojennych gmach budynku został poważnie zniszczony, a wielu uczniów i nauczycieli poniosło śmierć w czasie późniejszych walk o granice odrodzonej Polski. 9 czerwca 1925 Ministerstwo Wyznań Religijnych i Oświecenia Publicznego nadało Dębickiemu Gimnazjum imię króla Władysława Jagiełły. W roku szkolnym 1925/1926 dokonano zmian programowych i organizacyjnych szkoły. W okresie międzywojennym kształciło się rocznie przeciętnie 500 uczniów (od około 200 do 700) pochodzących z Dębicy i okolicznych wiosek. W szkole działały chór, orkiestra, teatr, koła zainteresowań, organizacje harcerskie.
W czasie okupacji hitlerowskiej, Niemcy nie zgodzili się na działalność szkoły ogólnokształcącej średniej, jednak wyrazili zgodę na otwarcie w jej budynku szkoły kupieckiej. Pod jej szyldem w konspiracji odbywały się tajne komplety. Wielu uczniów poległo w walkach z okupantem. 1 października 1944 dębickie Gimnazjum i Liceum wznowiło działalność w Ropczycach, gdyż wskutek toczących się w okolicach Dębicy walk frontowych ludność została ewakuowana do tego miasta. 1 lutego 1945 szkoła wróciła do swego dębickiego budynku, bardzo zresztą zniszczonego.
W latach 50., decyzją władz odebrano szkole jej dotychczasowego patrona. W roku szkolnym 1972/1973 kuratorium oświaty nadało szkole nowego patrona Jana Wiktora. Decyzja ta nie spotkała się z powszechną aprobatą. W 1989, na mocy jednogłośnej decyzji Rady Pedagogicznej, przywrócono liceum patrona – Władysława Jagiełłę.
Jest to najstarsza szkoła średnia w powiecie dębickim.

## Dyrektorzy
Dyrektorzy szkoły:
- Józef Szydłowski[7] (1900–1918)
- Michał Staroń (1918–1919)
- Piotr Passowicz (1919–1925)
- ks. Błażej Kotfis (kier. od 1925, dyr. od 1 IV 1926[8], do 1932)
- Franciszek Sadowski (1933–1948)
- Zofia Hołubowicz (1948–1949)
- Jan Czychin (1949–1954)
- Wiktor Pietrzykowski (1954–1964)
- Edmund Galas (1964–1987)
- Stanisław Kłok (1987–1991)
- Ryszard Pękala (1991–2016)
- Leszek Klabacha (2016−2018)
- Ludmiła Stelmach-Kołodziej (p.o. dyrektora maj – sierpień 2018)
- Wiesław Ostafin (2018–2023)
- Ludmiła Stelmach-Kołodziej (od 2023)

## Nauczyciele
- Emanuel Bujak
- Mieczysław Gawlik
- Zenon Keffermüller
- Ludwik Sikora
- Józef Wyrobek

## Absolwenci
W nawiasie podano rok, w którym absolwent zdał egzamin maturalny.
- Stefan Biestek – pułkownik Wojska Polskiego (1912)
- Mateusz Borek – dziennikarz, komentator sportowy
- Mieczysław Brodziński (wtedy Broda) – oficer, prawnik, samorządowiec (1916/17)
- Karol Chmiel – porucznik Wojska Polskiego
- Józef Cygan – major piechoty Wojska Polskiego (1912)
- Juliusz Gromczakiewicz – podpułkownik Wojska Polskiego (1912)
- Jan Henryk Jedynak – poseł I, IV i V kadencji, wicemarszałek Sejmu V kadencji (1912)
- Agnieszka Kosińska – polonistka, edytorka oraz sekretarka i współpracownica Czesława Miłosza (1986)
- August Kowalczyk – aktor
- Tadeusz Łomnicki – aktor
- Wilhelm Mach – pisarz
- Ludwik Marszałek – oficer Wojska Polskiego, żołnierz wyklęty
- Tadeusz Münnich – pułkownik dyplomowany piechoty Wojska Polskiego
- Władysław Pasella – major korpusu kontrolerów Wojska Polskiego (1908)
- Krzysztof Penderecki – kompozytor
- Radosław Rak – lekarz weterynarz, pisarz (2006)
- Karol Rudolf – generał brygady
- Józef Rymut – pułkownik Wojska Polskiego
- Bolesław Stachoń – pułkownik pilot (uczęszczał do Gimnazjum w latach 1907–1914)
- Stanisław Waltoś – profesor nauk prawnych
- Jan Wiktor – pisarz